# César Elisabeth Marguerite Chanoine de Rocmont
César Élisabeth Marguerite Chanoine de Rocmont, né le 24 décembre 1750 à Châlons-sur-Marne (Marne), mort le 12 novembre 1827 à Paris, est un militaire français de la Révolution et de l’Empire.

## États de service
Il entre en service le 17 octobre 1767, comme volontaire dans le régiment de Monteclair dragons, il y obtient le rang de sous-lieutenant le 9 juillet 1769. Titulaire le 28 octobre 1770, il est nommé lieutenant en second le 1er juin 1772, lieutenant en premier le 22 janvier 1777, et capitaine le 22 mai 1788.
Lieutenant-colonel le 22 juillet 1792, il fait la campagne de cette année sous les ordres du général Wimpffen, et assiste au siège de Thionville d’août à octobre 1792. Passé à l’armée du Nord, il se trouve à la bataille de Neerwinden le 18 mars 1793, et il est blessé de trois coups de sabre. Il mérite pour sa conduite le grade de chef de brigade le 20 avril 1793, au 13e régiment de dragons, et le 28 octobre 1793, à l’affaire d’Orchies il est atteint d’un coup de feu alors qu’il manœuvre avec son régiment pour s’emparer d’une redoute. 
Le 4 avril 1796, il est nommé commandant d’armes de la place du Havre, il la défend durant sa mise en état de siège du 30 septembre 1798 au 26 juin 1800 et soutient le bombardement anglais du 21 juillet 1803. Il est fait chevalier de la Légion d’honneur le 26 mars 1804. Du 23 juillet 1804 au 2 août 1804, il repousse les attaques anglaises, et il exerce ses fonctions jusqu’au 23 février 1814, époque à laquelle l’Empereur le fait remplacer dans son commandement pour s’être mêlé d’intrigues royalistes.
Réintégré dans son commandement sur ordre du comte d’Artois le 18 avril 1814, il est admis à la retraite le 2 janvier 1815. Il est fait chevalier de Saint-Louis le 17 janvier 1815.
De retour à la vie civile, il entre au service des haras, il devient inspecteur royal de Langonnet, puis il est envoyé en 1819, à Libourne prendre la direction du dépôt d’étalons établi dans cette ville. 
Il meurt le 12 novembre 1827, à Paris.

## Sources
- A. Lievyns, Jean Maurice Verdot, Pierre Bégat, Fastes de la Légion-d'honneur, biographie de tous les décorés accompagnée de l'histoire législative et réglementaire de l'ordre, Tome 4, Bureau de l’administration, 1844, 640 p. (lire en ligne), p. 413.
- « Légion d'honneur », base Léonore, ministère français de la Culture
- Léon Hennet, Etat militaire de France pour l’année 1793, Siège de la société, Paris, 1903, p. 263.
- Biographie Chalonnaise, Slatkine, 1971, p. 310.
- Danielle Quintin et Bernard Quintin, Dictionnaires des colonels de Napoléon, S.P.M., 2013, 978 p. (ISBN 978-2-296-53887-0, lire en ligne)